# Kalmosaari (ö i Nurmes, Mujejärvi)
Kalmosaari är en liten ö i Finland. Den ligger i sjön Mujejärvi i kommunen Nurmes i landskapet Norra Karelen. Ön är som mest 80 meter i sydväst-nordöstlig riktning. Ordet kalmosaari hänvisar att ön har varit begravningsplats och man har funnit några.